# 大間々町塩沢
大間々町塩沢（おおままちょうしおざわ）は、群馬県みどり市の町名である。郵便番号は376-0116。

## 地理
みどり市大間々町の北部、荒神山の南麓に位置する。北部は黒保根町八木原に、東北部は黒保根町水沼に、東部は大間々町浅原に、東南部から西南部にかけて大間々町塩原に、西部は大間々町上神梅、西北部は黒保根町宿廻にそれぞれ接する。
- 山岳：荒神山
- 河川：塩沢川

## 歴史
大間々町塩沢の前身にあたる勢多郡塩沢村は、江戸前期から中期にかけて塩沢村と塩沢新田に分かれていたが、江戸後期に塩沢新田が塩沢村の一部に含まれ、一村に戻ったと見られている。
1889年（明治22年）の町村制施行に伴い水沼村・八木原村・上田沢村・下田沢村・宿廻村・上神梅村・下神梅村・塩沢村が合併して黒保根村が成立。塩沢村は黒保根村の大字の一つとなる。1958年（昭和33年）に上神梅・下神梅・塩沢の3大字が山田郡大間々町に編入した。
2005年（平成17年）に、勢多郡新里村・黒保根村が桐生市に編入。2006年（平成18年）に、勢多郡東村・山田郡大間々町・新田郡笠懸町が合併してみどり市が成立。山田郡大間々町塩沢が、みどり市大間々町塩沢となる。

## 人口と世帯数
2022年（令和4年）12月末の人口と世帯数は以下の通りである。
| 町丁         | 人口  | 世帯数 |
| ------------ | ----- | ------ |
| 大間々町塩沢 | 127人 | 58世帯 |

## 学校区
公立の小・中学校に通う場合、学校区は以下の通りとなる。
| 町丁         | 区域 | 小学校                   | 中学校                 |
| ------------ | ---- | ------------------------ | ---------------------- |
| 大間々町塩沢 | 全域 | みどり市立大間々北小学校 | みどり市立大間々中学校 |

## 交通
町内に鉄道・国道・県道は通じていない。塩沢川沿いに南北に走る道は銅山街道の裏道の塩沢通りで、時期によっては塩沢通りが銅山街道の本道として用いられ、北の水沼村（黒保根町水沼）・八木原村（黒保根町八木原）から峠を越え塩沢村を経て南の塩原村（大間々町塩原）・桐原村（大間々町桐原）に通じていた。

## 施設
- 赤城神社
- 手づくり公園四季の森
- 塩沢公民館
- 桂禅寺